# Alphons Fryland

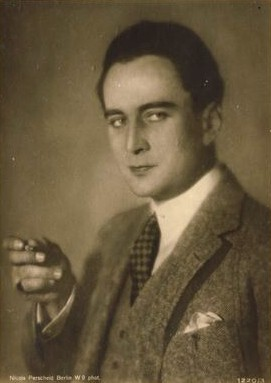
Alphons Fryland auf einer Fotografie von Nicola Perscheid

Alphons Fryland (* 1. Mai 1888 in Wien; † 29. November 1953 in Graz; auch Alfons Fryland; gebürtig Alphons Fritsch) war ein österreichischer Schauspieler.

## Leben
Alphons Fryland wurde als Sohn von Moritz Fritsch und Barbara Fritsch (geborene Blaschke) geboren.
Fryland verbrachte seine Kindheit in Schlesien und besuchte dann die Exportakademie Wien. Ab 1914 betrieb er Musikstudien in Graz, München und Paris. Nach einer Schauspielerausbildung bei Karl Peppler diente er während des Ersten Weltkrieges bis 1919 als Reserveoffizier beim 10. Dragonerregiment. In diesem Jahr engagierte ihn Regisseur Fritz Freisler als Hauptdarsteller für den Film Jagd nach dem Glück.
Seitdem wirkte er in Haupt- und wichtigen Nebenrollen in vielen deutschen und österreichischen Filmen der 1920er Jahre mit und erfreute sich zeitweise beträchtlicher Popularität. Er trat zum 1. Juli 1932 der NSDAP bei (Mitgliedsnummer 1.083.852). Weil er, wie er in einem Schriftwechsel behauptete, von dem jüdischen Produzenten Alfred Zeisler bei der Rollenvergabe benachteiligt worden war, zog er sich nach Graz zurück. Hier nannte er sich wieder Alphons Fritsch und war als Sachbearbeiter beim Landratsamt tätig.
Er heiratete Magdalena Stemann und hatte mit ihr zwei Kinder.

## Filmografie
- 1919: Jagd nach dem Glück
- 1921: Mrs. Tutti Frutti
- 1921: Cherchez la femme
- 1921: Frau Dorothys Bekenntnis
- 1921: Der ewige Kampf
- 1921: Wege des Schreckens
- 1921: Kean
- 1922: Die Kreutzersonate
- 1922: Die Ehe der Fürstin Demidoff
- 1922: Praschnas Geheimnis
- 1922: Lucrezia Borgia
- 1922: Der Kampf ums Ich
- 1923: Die Kette klirrt
- 1923: Opfer der Liebe
- 1923: Wenn Männer richten
- 1923: Zwischen Abend und Morgen
- 1923: Scheine des Todes
- 1923: Karusellen
- 1923: Daisy. Das Abenteuer einer Lady
- 1923: Dunkle Gassen
- 1924: Die Tragödie des Carlo Pinetti
- 1924: Quo Vadis?
- 1924: Das Geschöpf
- 1924: Auf Befehl der Pompadour
- 1924: Arabella, der Roman eines Pferdes
- 1925: Ich liebe Dich
- 1925: Die Insel der Träume
- 1925: Die Frau ohne Gewissen
- 1925: Liebesfeuer
- 1925: Frauen, die man oft nicht grüßt
- 1925: Die Frau ohne Geld
- 1925: Verborgene Gluten
- 1926: Die da unten
- 1926: Fedora
- 1926: Hon, den enda
- 1926: Gern hab’ ich die Frauen geküßt
- 1926: Der Sohn des Hannibal
- 1927: Das Spielzeug einer schönen Frau
- 1927: Ein schwerer Fall
- 1927: Da hält die Welt den Atem an
- 1927: Leichte Kavallerie
- 1927: Der Mann ohne Beruf (Das grobe Hemd)
- 1927: Die Ehe einer Nacht. Die Laune einer mondänen Frau
- 1928: Der Geliebte seiner Frau
- 1928: Charlott etwas verrückt
- 1928: Das Schicksal derer von Habsburg
- 1929: L'Emprise
- 1928: S.O.S. Schiff in Not
- 1929: Die keusche Kokotte
- 1929: Einmal um Mitternacht
- 1929: Die Garde-Diva
- 1929: Rosen blühen auf dem Heidegrab
- 1929: Vertauschte Gesichter
- 1931: Der Bergführer von Zakopane
- 1931: Die Nacht der Entscheidung
- 1933: Johannisnacht